# Vicente de la Fuente García
Vicente de la Fuente García (Betanzos, La Coruña, España, 29 de enero de 1934-22 de diciembre de 2021) fue un empresario y político español. Alcalde de Betanzos (La Coruña) (1979-1983) y diputado provincial, además de profesor Mercantil en la Escuela de Altos Estudios Mercantiles de La Coruña.

## Biografía
En las elecciones municipales de 1979 resultó elegido concejal de su ciudad natal por Unión de Centro Democrático (UCD), tomando posesión el 19 de abril de 1979. El 3 de mayo de 1979, el alcalde titular por enfermedad, se vio obligado a abandonar totalmente la Alcaldía sin haber podido presidir ningún acto corporativo. Por no haber sido previsto el orden de sucesión, en virtud de autoconvocatoria de los concejales, se acordó que se hiciese cargo de la Alcaldía, lo que tuvo lugar por acto plenario el 15 de mayo de 1979. El día 6 de septiembre el alcalde titular renunció y por acto plenario del 26 de septiembre de 1979 resultó elegido alcalde titular, que lo fue hasta mayo de 1983.
De su mandato como alcalde, destaca una ingente labor en promoción de la cultura y el desarrollo del patrimonio artístico de su ciudad como lo prueba su: 
- Comunicación sobre la rehabilitación de la ciudad de Betanzos en la IV reunión de Asociaciones y Entidades para la defensa del Patrimonio Artístico y su entorno (Hispania Nostra), celebrada en el Pazo de Mariñán el 6 de junio de 1981.
- La creación del Museo das Mariñas, inaugurado el 25 de febrero de 1983 por el presidente de la Junta de Galicia D. Gerardo Fernández Albor.
- El haber aprobado el 31 de julio de 1981 las bases para concurso-oposición de plaza de archivero-bibliotecario municipal, siendo nombrado el 26 de abril de 1983, plaza única cubierta en su momento en Galicia.
- El sacar de nuevo a la luz con continuidad el Anuario Brigantino después de treinta años de olvido.
- El haber logrado que la ciudad de Betanzos fuese incluida como uno de los cien proyectos europeos des villes pour vivre del Consejo de Europa, para su recuperación lo que permitió posteriormente proyectos de rehabilitación cofinanciados.

De la Fuente trasladó la estatua de los Hermanos García Naveira en 1983, a los cincuenta años de la muerte de D. Juan, desde su emplazamiento originario en El Pasatiempo hasta la plaza, que lleva su nombre en el centro de la ciudad. 
Al final del mandato, se publicó un Balance de Gestión con el fin de rendir cuentas para que los ciudadanos tuviesen total información de la labor desarrollada. La presentación del Balance de Gestión tuvo lugar el 22 de abril de 1983.

## Trabajos publicados
- Un recluso en Betanzos, llamado Vicente Ferrer.
- El monasterio de Santa María de Sobrado: su relación con Betanzos y Fray Atilano Melguizo, su último monje exclaustrado.
- Una experiencia de democracia participativa en la Iglesia.
- La Comisión Pro-Cierre Dominical: Un movimiento social en el Betanzos de 1964-1968.
- La Cocina Económica de Betanzos: Reglamento y actividad
- Santiago de la Fuente García, s.j.: Iba para ingeniero, pero decidió ser misionero
- Un traje maragato en el Museo das Mariñas
- Título de Hijo Predilecto a Santiago de la Fuente sj
- Las últimas donaciones de los Hermanos García Naveira
- Artículos publicados en "Betanzos e a súa Comarca"